# Левицький Лев Йосипович
Лев Йосипович Левицький (21 травня 1863, Гориглади, Тлумацький повіт, Станіславівський округ, Королівство Галіції та Лодомерії, Австрійська імперія— 18 лютого 1929, Печеніжин, Печеніжинський  повіт, Станіславівське воєводство, Польська Республіка) — український греко-католицький священник, громадський діяч.

## Біографія
Народився  в родині о. Йосипа Левицького (1833—1891) в Горигладах Тлумацького повіту на Станіславівщині. Висвячений на священника в квітні 1892 року. Працював завідателем  в с. Комарів Єзупільського деканату  (29.03. 1892 — 28.09. 1893), потім сотрудником в с. Медуха (2.12. 1893 — 22.03. 1896). Далі парох в с. Фитькові (23.03. 1896 — 20.03.1904). З 25. березня 1904 р. парох в с. Зеленій. У 1904 р. переїздить у с.Печеніжин, де з 18 грудня 1923 р. стає завідателем цього деканату. Брав активну участь в громадському житті — відновлення товариства «Просвіта», створений осередок «Сільський господар», товариства «Будучність», створення Української християнської організації (УХО) для дітей. Засновник захорони яку вели сестри Служебниці. Нагороджений урядовою відзнакою — хрестом. Помер 18 лютого 1929 р. Похований в Печеніжині коло церкви св. Дмитра. 

## Особисте життя
Був одружений з Теодорою Макаревич (1873—1940). У шлюбі народилося 12 дітей: Костянтин (1893—1974), Осип (1894 — ?), Іван (1896 — ?), Марія (1898 — ?), Неоніла (1902 — ?), Ірена (1904 — ?), Ольга (1906 — ?) і Стефанія (1906—1945), Ярослава (1908—1966), Олена 1910—2003), Дарія (1912—2002), Лев (1915 — ?).

## Галерея

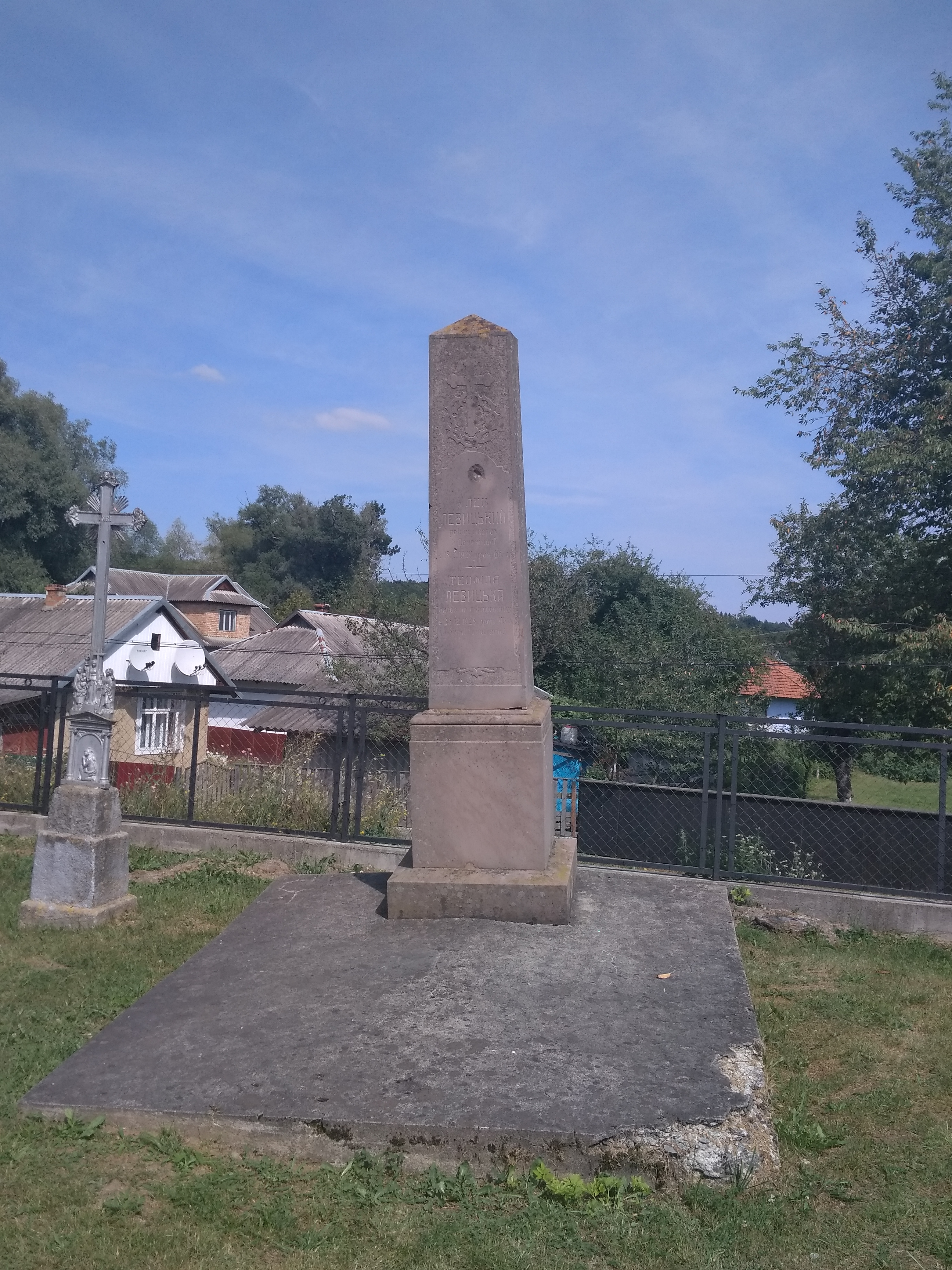
Могила
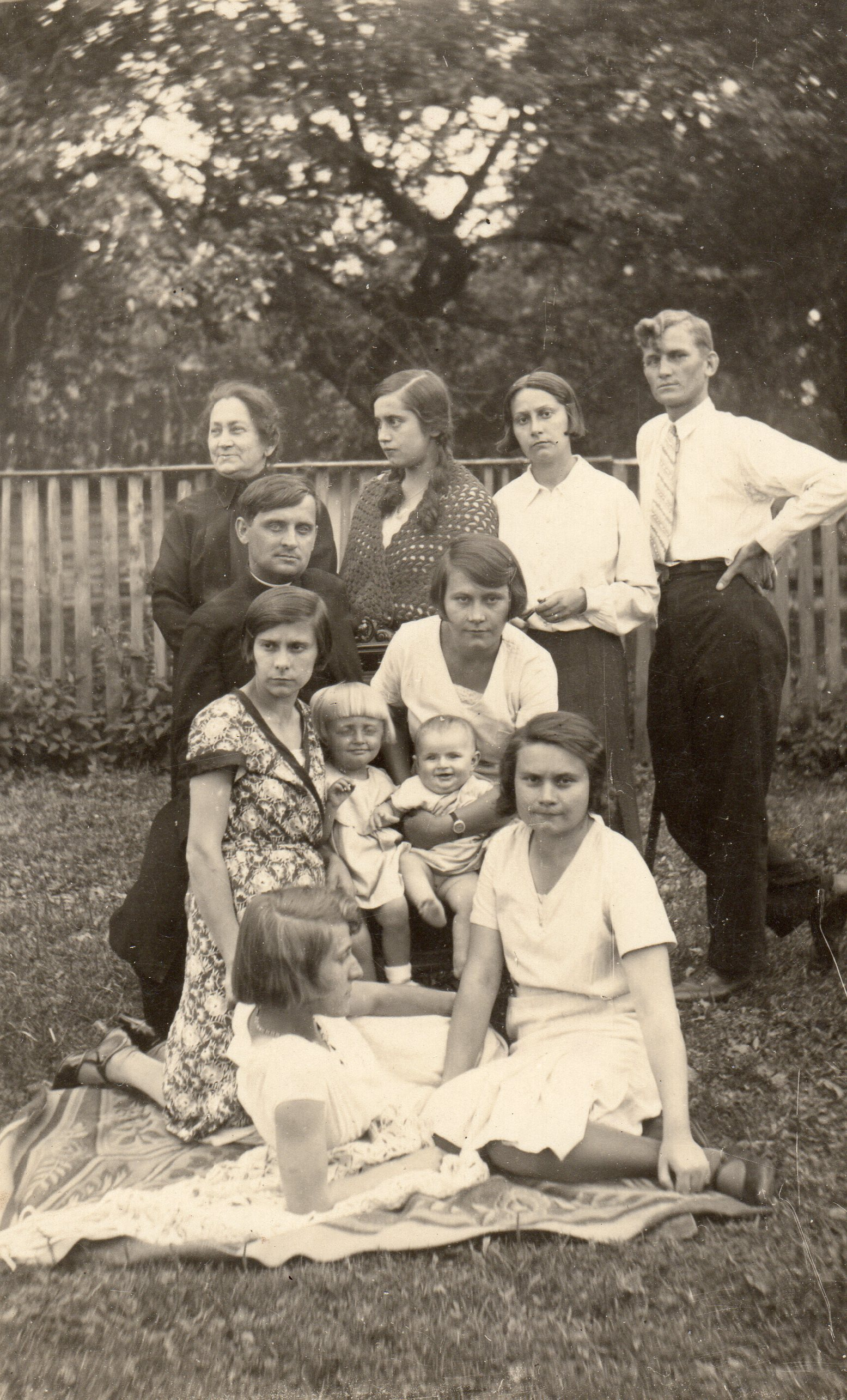
Родина